# Ten Easy Pieces
| Críticas profissionais | Críticas profissionais |
| Avaliações da crítica  | Avaliações da crítica  |
| Fonte                  | Avaliação              |
| ---------------------- | ---------------------- |
| Allmusic               | [ 1 ]                  |

Ten Easy Pieces é o nono álbum do cantor e compositor norte-americano Jimmy Webb, lançado em outubro de 1996 pelo Guardian Records. O álbum é composto por novos arranjos de algumas das canções mais populares de Webb.

## Faixas
| N.º            | Título                         | Compositor(es)                        | Duração |  |
| 1.             | "Galveston"                    | Jimmy Webb                            | 4:49    |  |
| 2.             | "Highwayman"                   | Jimmy Webb                            | 4:30    |  |
| 3.             | "Wichita Lineman"              | Jimmy Webb                            | 4:16    |  |
| 4.             | "The Moon Is a Harsh Mistress" | Jimmy Webb                            | 3:53    |  |
| 5.             | "By the Time I Get to Phoenix" | Jimmy Webb                            | 3:54    |  |
| 6.             | "If These Walls Could Speak"   | Jimmy Webb                            | 4:02    |  |
| 7.             | "Didn't We"                    | Graham Lyle / Troy Seals / Jimmy Webb | 3:18    |  |
| 8.             | "The Worst That Could Happen"  | Jimmy Webb                            | 3:41    |  |
| 9.             | "All I Know"                   | Jimmy Webb                            | 3:52    |  |
| 10.            | "MacArthur Park"               | Jimmy Webb                            | 7:43    |  |
| Duração total: | Duração total:                 | Duração total:                        | 43:58   |  |